# کونگ کونگ

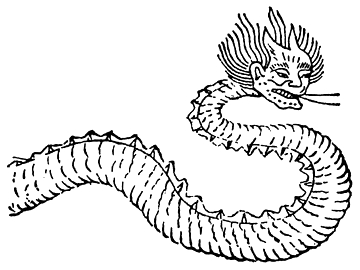
نگاره ای از کونگ کونگ یا گونگ گونگ

کونگ کونگ یا گونگ گونگ (به چینی: 共 工) در اساطیر چین نام خدای آب است که به همراه شریک خود شیانگ یائو(به چینی : 相 繇)، مسئول پدید آمدن سیل و طوفان بزرگ بود. این هیولا ۹ سر داشت و دارای بدنی شبیه بدن مار بود.
در اساطیر چینی، کونگ کونگ خجالتزده و شرمنده از شکست در مبارزه با ایزدی به نام ژو رونگ Zhu Rong، که خدای آتش در اسطوره‌های چینی است، معرفی می‌شود. کونگ کونگ همچنین به ادعای تاج و تخت با تشو آن هیو که یکی از پنج حاکم بود، جنگید و چون مغلوب شد، از فرط خشم، به سمت کوه بوزهو Buzhou یا همان کوه پوتشو (不周 山) رو کرد و سر خود [یا شاخ خود] را با این کوه شکست.
وی از خشم به سمت کوه پوتشو رو کرد و کوه را با شاخهایش از جا کند.
ستون‌های آسمان با این کار کونگ کونگ درهم شکستند و متحمل خسارات بزرگی شدند، ریسمان زمین نیز از هم گسسته شد و آسمان در قسمت شمال غربی، فروریخت. بر اثر این اتفاق، آسمان به سمت شمال غربی شیب تُتدی پیدا کرد و خورشید و ماه و ستارگان، به سمت شمال غربی سرازیر شدند. همچنین زمین نیز، به سمت جنوب شرقی تغییر جهت داد و با متمایل شدن زمین به سمت جنوب شرقی، آب‌ها به سمت ساحل (در جنوب شرقی) هجوم آوردند.
بدنبال این فجایع بسیار که از ایجاد شیب زمین حاصل شده بودند، پدید آمد و وقایع ناشی از سیل بزرگ، درد و رنج مردم را فزونی بخشید. در این حال، نووآ (女娲)، که الهه یا ایزدبانوی نیکی‌ها بود، با قطع کردن پاهای لاک‌پشت غول پیکر و با استفاده از آنها بعنوان ستون، آنها را به جای ستون‌های فروافتادهٔ آسمان نهاد و وضعیت نابسامان آسمان را کاهش داد. اما با این وجود، او نتوانست به طور کامل آسمان کج شده را، اصلاح نماید.
حضور این پدیده در مباحث اسطوره‌شناسی چینی توضیح می‌دهد که چرا حرکت خورشید، ماه، و ستارگان به سمت شمال غربی است، و چرا رودخانه‌ها در چین به سمت جنوب شرقی این کشور جریان دارند و به اقیانوس آرام منتهی می‌شوند.

## روایتی دیگر
زمانی که نوگوآ آفرینشگری خویش را به پایان رسانید و پس از گذشت زمانی، همگی فرزندان نوگوآ توان برآورده ساختن نیازهای روزانهٔ خود را پیدا کردند، سرپناهی گرفتند و در روستاها و کشتزارها ساکن شدند.
امّا گونگ گونگ هیولا، در این زمان خشمناک شد. وی سرش را بر یکی از کوههایی که آسمان را بر فراز زمین نگه می‌داشت، کوبید. کوهها به لرزه درآمدند و بر زمین فروریختند. ریزش کوهها، بخشی از آسمان را که نگهدارندهٔ آن بود، سوراخ کرد و زمین در جاهای بسیار شکاف برداشت. شعله‌های آتش از بسی از این شکاف‌ها زبانه کشید و خانه‌ها و محصولات کشاورزی را سوزانید. رودخانه‌ها طغیان کردند و جریان آبهای زیرزمینی از شکاف‌های زمین بیرون زدند و سیلی عظیم زمین را فراگرفت و آنجا که زمانی خانه و کشتزار و مزرعه بود، به دریاها و پهناب‌ها تبدیل گشت.
پس از نابودی همه چیز، ایزدبانوی بزرگ، نووآ، چاره‌ای اندیشید و دگرباره دست به کار نجات آفرینش شد.